# ジャム・ローリー・ポーリー
ジャム・ローリー・ポーリー(英語: Jam roly-poly)、あるいはローリー・ポーリー・プディング(英語: roly-poly pudding)は、イギリス料理の伝統的なプディングであり、19世紀前半に考案されたと考えられている。ケンネ脂やスエットを含んだ生地を平たく伸ばしてジャムを塗りたくり、ロールケーキと同じように丸めて、蒸し、あるいは焼き上げる。一般的に生地にはジャムが塗られるが、マーマレードや糖蜜、ドライフルーツを入れることもあり、過去にはベーコンを使う甘くないローリー・ポーリーも作られていた。しばしば古いシャツの袖で生地を包んで蒸しあげて供したことから、かつては「シャツ・スリーブ・プディング（shirt-sleeve pudding）」の名前でも呼ばれ、その見た目から「デッドマンズ・アーム（dead man's arm、「死者の腕」の意）」とも呼ばれる。
ビートン夫人の料理書では、ジャム・ローリーポーリーのレシピは「ローリーポーリー・ジャム・プディング」として載せられている。イギリスでは学校給食の品目として定着しており、イギリス人に幼年時代を想起させる食べ物の一つになっている。
作家のビアトリクス・ポターは、1908年にこの菓子の名前を冠した『ねこまきだんご（The Roly-Poly Pudding）』という絵本を書き上げた。作品内では屋根裏に迷い込んだ子猫がネズミの夫婦によってローリー・ポーリーにされている（この本は1926年に『ひげのサムエルのおはなし（The Tale of Samuel Whiskers）』に改題されている）。